# Kunjathur
Kunjathur es una ciudad censal situada en el distrito de Kasaragod en el estado de Kerala (India). Su población es de 13633 habitantes (2011). Se encuentra a 30 km de Kasaragod y a 18 km de Mangalore.

## Demografía
Según el censo de 2011 la población de Kudlu era de 13633 habitantes, de los cuales 6729 eran hombres y 6904 eran mujeres. Kunjathur tiene una tasa media de alfabetización del 90,21%, inferior a la media estatal del 94%: la alfabetización masculina es del 94,88%, y la alfabetización femenina del 85,69%.